# 長谷川唯 (モデル)
長谷川 唯（はせがわ ゆい、1985年7月11日 - ）は、日本の女性ファッションモデルである。三重県出身。

## 略歴
- 2008年より雑誌『BLENDA』の専属モデルとして活動。

## 人物
- 健康食作りが特技で、ショッピング、音楽鑑賞が趣味であると公表している[1]

## 出演

### イベント
- 関西コレクション（'12S/S）

### 雑誌
- BLENDA（角川春樹事務所）

### カタログ
- 『ME JANE 2009 Autumn-Winter』
- 『Duras 2010 Autumn-Winter』
- 『Duras 2010 Spring-Summer』
- 『3rd by VANQUISH 2011 Autumn』 ヴィジュアルカタログ

### 音楽
- Be-ppinの一員として活動。2011年10月12日『MY・EYE・AH』をリリース。